# Motor City Open
Die Motor City Open sind ein jährlich stattfindendes Squashturnier für Herren. Es findet im Birmingham Athletic Club in Bloomfield Hills, Michigan, statt und ist Teil der PSA World Tour. Das Turnier wurde 1999 ins Leben gerufen und gehört aktuell zur Kategorie PSA Squash Tour Silver. Das Gesamtpreisgeld beträgt 82.000 US-Dollar.
Das Turnier wird in der Regel im Januar direkt im Anschluss an das Tournament of Champions gespielt. Diego Elías ist mit seinen Titelgewinnen in den Jahren 2020, 2022, 2023 und 2024 Rekordgewinner des Turniers.

## Sieger
| Jahr | Sieger                 | Finalgegner         | Ergebnis                          |
| ---- | ---------------------- | ------------------- | --------------------------------- |
| 1999 | Peter Marshall         | David Palmer        | 15:10, 15:7, 15:12                |
| 2000 | David Palmer           | Alex Gough          | 12:15, 15:10, 15:11, 15:10        |
| 2001 | Tommy Berden           | Stefan Casteleyn    | 10:15, 15:12, 15:11, 12:15, 15:12 |
| 2002 | Nick Taylor            | Graham Ryding       | 15:6, 12:15, 15:9, 15:9           |
| 2003 | Jonathon Power         | Thierry Lincou      | 15:11, 12:15, 15:10, 15:4         |
| 2004 | Grégory Gaultier       | Olli Tuominen       | 11:4, 12:10, 3:11, 11:3           |
| 2005 | Jonathon Power         | John White          | 11:2, 11:7, 11:6                  |
| 2006 | John White             | Liam Kenny          | 11:3, 11:4, 11:6                  |
| 2007 | Olli Tuominen          | Stewart Boswell     | 11:7, 11:6, 11:2                  |
| 2008 | nicht ausgetragen      | nicht ausgetragen   | nicht ausgetragen                 |
| 2009 | Borja Golán            | Adrian Grant        | 10:12, 11:9, 11:5, 14:12          |
| 2010 | Karim Darwish          | Mohd Azlan Iskandar | 11:3, 11:7, 11:4                  |
| 2011 | Mohamed Elshorbagy     | Omar Mosaad         | 8:11, 11:6, 11:8, 11:5            |
| 2012 | Ong Beng Hee           | Hisham Ashour       | 11:8, 11:9, 11:7                  |
| 2013 | Amr Shabana            | Karim Darwish       | 11:4, 2:6 Aufgabe                 |
| 2014 | Mohamed Elshorbagy     | Peter Barker        | 8:11, 12:14, 11:4, 11:6, 11:7     |
| 2015 | Miguel Ángel Rodríguez | Stephen Coppinger   | 9:11, 11:7, 8:11, 11:7, 11:3      |
| 2016 | Ali Farag              | Nick Matthew        | 11:7, 5:11, 11:6, 11:7            |
| 2017 | Ryan Cuskelly          | Ali Farag           | 4:11, 11:5, 11:5, 11:9            |
| 2018 | Marwan Elshorbagy      | Paul Coll           | 11:9, 9:11, 11:8, 8:11, 11:9      |
| 2019 | Mohamed Abouelghar     | Diego Elías         | 5:11, 11:6, 11:3, 4:11, 11:8      |
| 2020 | Diego Elías            | Mohamed Elsherbini  | 11:4, 11:5, 11:4                  |
| 2022 | Diego Elías            | Fares Dessouki      | 11:5, 11:8, 11:9                  |
| 2023 | Diego Elías            | Mazen Hesham        | 11:3, 11:4, 6:11, 11:3            |
| 2024 | Diego Elías            | Paul Coll           | 11:8, 11:9, 11:6                  |
| 2025 | Paul Coll              | Leonel Cárdenas     | 8:11, 12:10, 11:9, 11:9           |